# Gustaw Spława-Neyman
Gustaw Spława-Neyman (pseud. Jan Andrzej Czajka, Grzymała, ur. 1890 w Dąbrówce koło Kijowa, zm. 1966 w Puszczykowie) – polski leśnik, działacz ochrony przyrody, żołnierz Armii Krajowej. 

## Życiorys
Jego ojcem był Hermogenes (1855–1938). Gustaw studiował na uczelniach Krakowa (Uniwersytet Jagielloński), Wiednia (leśnictwo na Wyższej Szkole Rolnej) i Warszawy (Szkoła Główna Gospodarstwa Wiejskiego w Warszawie). W Krakowie angażował się w działalność polskich organizacji niepodległościowych. W 1918 przedostał się do Warszawy i wstąpił do 1. pułku szwoleżerów. Został ranny podczas zdobywania Wilna w kwietniu 1919.
W 1924 został leśniczym w Kartuzach, a potem pełnił tę funkcję w Ludwikowie na terenie Wielkopolskiego Parku Narodowego (1931–1939 i 1945–1953). Za swoją działalność (głównie w Polskim Związku Zachodnim) był inwigilowany przez hitlerowską piątą kolumnę i znalazł się na liście trzydziestu osób z Mosiny przeznaczonych do rozstrzelania przez Niemców. Szczęśliwie uniknął śmierci, ponieważ 5 września 1939 ewakuował się z rodziną do Kiwerc (Wołyń), skąd w listopadzie tego samego roku przeprowadził się do Lwowa. Za zgodą sowietów wyjechał stamtąd do Warszawy, a potem pełnił funkcję technika leśnego w Końskich. Od 1941 należał do Związku Walki Zbrojnej, a potem do Armii Krajowej (pseud. Grzymała). Objął referat leśnictwa Powiatowej Delegatury Rządu Końskie. Zagrożony aresztowaniem, wyjechał z rodziną w 1944 do Chronowa (mieszkał tu pod fikcyjnym nazwiskiem Andrzej Sumowski w majątku Zdzitowieckich). Do końca wojny działał w podobwodzie Wolanów Obwodu AK Radom.
Po wojnie powrócił do Mosiny. Wspólnie z Adamem Wodziczką zainicjował na terenie Wielkopolskiego Parku narodowego ochronną gospodarkę leśną, a także opracował programy restauracji obszarów leśnych. Współtworzył rozporządzenie o powołaniu Wielkopolskiego Parku Narodowego, jak również był pomysłodawcą stworzenia Muzeum Przyrodniczego tego Parku. Od 1947 do 1950 kierował Stacją Bioekologiczną Instytutu Badawczego Leśnictwa w Jeziorach. Był też w późniejszych latach rzeczoznawcą rady naukowej WPN i członkiem Kuratorium Parku. 
Pochowano go na cmentarzu w Mosinie.

## Rodzina
Miał siostrę, Janinę, a także dwóch braci, Michała i Józefa (obaj zginęli: Józef w walkach legionów Piłsudskiego, a lekarz Michał z rąk bolszewików po rewolucji październikowej).